# Delikates
Jabłoń domowa 'Delikates'  – odmiana uprawna (kultywar) jabłoni domowej (Malus domestica 'Delikates'), należąca do grupy odmian jesiennych. Odmiana polska, otrzymana na początku lat 60. XX w. w Gospodarstwie Doświadczalnym Przybroda przez prof. Medarda Maćkowiaka z Akademii Rolniczej w Poznaniu. Jest krzyżówką odmiany James Grieve i Cortland. W uprawie od początku lat 80., początkowo jako odmiana amatorska, z biegiem czasu w uprawie także jako produkcyjna. Ze względu na delikatny, drobnoziarnisty i biały miąższ odmiana została nazwana Delikates.

## Morfologia

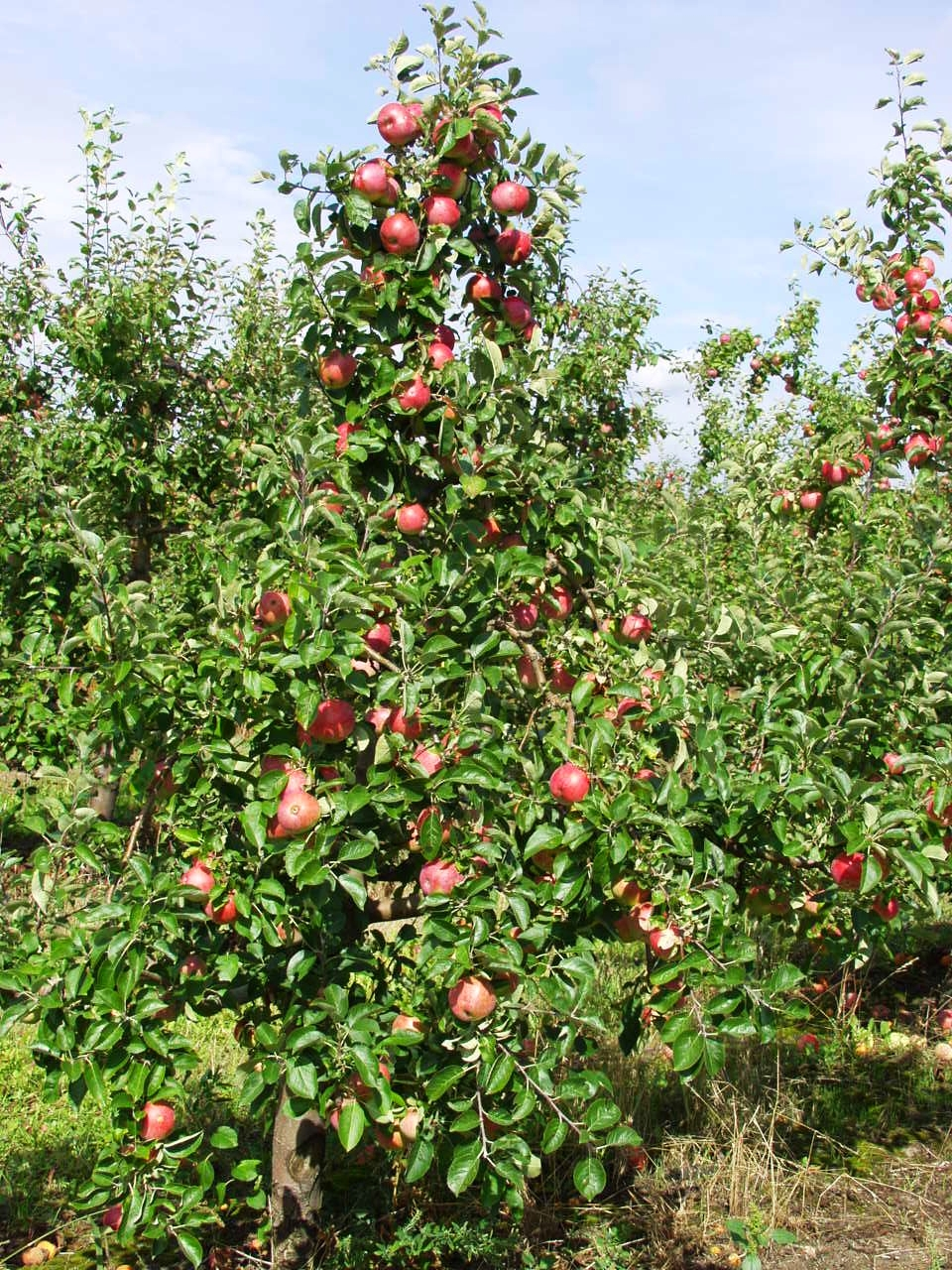
Drzewo Delikatesa w sadzie

PokrójDrzewo rośnie średnio silnie, po wejściu w okres owocowania wzrost słabnie. Korona ma kształt stożkowaty, na sztywnych konarach wyrastają liczne krótkopędy, szczególnie na pędach dwuletnich. Wymaga cięcia prześwietlającego i odmładzającego. Bardzo łatwa w formowaniu. Jednoroczne pędy średniej grubości, omszone szczególnie w części wierzchołkowej.
OwoceDuże lub średniej wielkości (160–200g), kulisto-stożkowate. Lekko spłaszczone, zwężające się w kierunku kielicha, dość wyrównane pod względem kształtu i wielkości. Skórka gładka, delikatna, zielona, w czasie dojrzewania zielonkawo-żółta, pokryta tłustawym nalotem. Rumieniec żywoczerwony, lekko rozmyty, pokrywający do 80% powierzchni owocu. Przetchlinki jasne, drobne, średnio liczne, znajdują się na całej powierzchni skórki. Miąższ biały z zielonymi żyłkami w pobliżu gniazda nasiennego, drobnoziarnisty, delikatny, bardzo soczysty, o smaku i aromacie określanym jako wyjątkowo przyjemny (po przekrojeniu nie brązowieje).

## Rozwój
W okres owocowania wchodzi bardzo wcześnie. Owocuje na ogół już w drugim roku po posadzeniu. Owocuje obficie i corocznie, zarówno na krótko-, jak i długopędach. Dobrze owocuje na wszystkich typach podkładek. Dobrymi zapylaczami dla Delikatesa są: James Grieve, Wealthy, Golden Delicious, Idared, McIntosh, Spartan.

## Uprawa
PielęgnacjaZe względu na obfite zawiązanie owoców (często nadmierne) odmiana często wymaga przerzedzania zawiązków. Dla poprawienia wybarwienia wskazane jest cięcie letnie drzew. W czasie zbioru i transportu trzeba delikatnie wykonywać wszystkie czynności, aby na owocach nie pojawiały się odgniecenia.
Zbiór i przechowywanieW warunkach polskich dojrzałość zbiorczą osiąga na przełomie sierpnia i września, a dojrzałość konsumpcyjną już po 2–3 tygodniach. Jak na odmianę jesienną przechowuje się bardzo dobrze, w zwykłej chłodni można ją przechować do końca grudnia, a w chłodni z atmosferą kontrolowaną do marca. Owoce w czasie przechowywania nie więdną i pokrywają się tłustawym nalotem.

## Zdrowotność
Delikates jest odmianą o bardzo dużej odporności na mróz, lecz o średniej wrażliwości na zarazę ogniową. Także na najgroźniejszą chorobę jabłoni parcha jest odmianą średnio wrażliwą, lecz jest podatny na mączniaka jabłoni. Drzewa nie są wrażliwe na choroby kory i drewna. Przy małej ilości owoców może pojawiać się choroba fizjologiczna – gorzka plamistość podskórna jabłek, której zapobiega się, stosując pozakorzeniowe nawożenie wapniem.

## Zastosowanie
W Polsce jest chętnie sadzoną wczesnojesienną odmianą jabłoni, szczególnie na terenach z zagrożeniem mrozów i przymrozków wiosennych. Według danych Państwowej Inspekcji Ochrony Roślin i Nasiennictwa w 2008 była odmianą, której drzewek w szkółkach polskich zakwalifikowano około 700 tys. sztuk, co stawia ją w grupie najczęściej uprawianych odmian. Na liście kwalifikowanych drzewek jest w czołówce od połowy lat 90. XX w. Nadaje się zarówno do uprawy amatorskiej jak i wielkotowarowej. Wysoko oceniana przez konsumentów ze względu na doskonałą jakość owoców, oraz przez producentów za wytrzymałość na mróz oraz regularne i obfite owocowanie.
Jest odmianą deserową nadającą się także do przetwórstwa.